# Kordunski Ljeskovac
Kordunski Ljeskovac is een plaats in de gemeente Rakovica in de Kroatische provincie Karlovac. De plaats telt 3 inwoners (2001). In 1857 waren dat er nog 1514.